# Fuenlabrada de los Montes
Fuenlabrada de los Montes es un municipio español, perteneciente a la provincia de Badajoz (comunidad autónoma de Extremadura).

## Situación
Integrado en la comarca de La Siberia, al noreste de la provincia de Badajoz, se sitúa a 197 kilómetros de la capital provincial. El término municipal está atravesado por las carreteras nacionales N-502 (Ávila - Córdoba), entre los pK 238 y 264, y N-430 (Badajoz - Valencia), entre los pK 191 y 200. 
El relieve está definido por collados y cerros que forman pequeñas sierras, como la sierra de los Castrejones (798 metros), contando además con pequeños arroyos que discurren entre los montes hacia el río Guadalemar. Las mayores alturas se encuentran tanto al noreste, en la sierra de la Rinconada (840 metros), como al sur, en la sierra del Quejigo (848 metros). La altitud oscila entre los 848 metros al sur (Quejigo) y los 470 metros a orillas del río Guadalemar. El pueblo se alza a 539 metros sobre el nivel del mar. 
| Noroeste: Herrera del Duque                | Norte: Herrera del Duque | Noreste: Villarta de los Montes           |
| Oeste: Puebla de Alcocer y Garbayuela      |                          | Este: Puebla de Don Rodrigo (Ciudad Real) |
| Suroeste: Garbayuela y Agudo (Ciudad Real) | Sur: Agudo (Ciudad Real) | Sureste: Agudo (Ciudad Real)              |

## Demografía
Fuenlabrada de los Montes cuenta con una población de 1709 habitantes (INE 2024).
| Gráfica de evolución demográfica de Fuenlabrada de los Montes entre 1842 y 2021                                       |
| |
| Población de derecho según los censos de población del INE. Población de hecho según los censos de población del INE. |

El gentilicio es calabrés.

## Historia
En 1594 formaba parte de la Tierra de Belalcázar en la provincia de Trujillo.
A la caída del Antiguo Régimen la localidad se constituye en municipio constitucional en la región de Extremadura. Desde 1834 quedó integrado en el partido judicial de Herrera del Duque. En el censo de 1842 contaba con 270 hogares y 1029 vecinos.

## Actividad económica
La localidad resulta afamada por su producción artesanal de exquisita miel, ocupando el primer puesto, en relación con el número de habitantes, en producción de miel de España.

## Construcciones
Sobre el cauce del río Guadalemar, en uno de los parajes más bellos del término se construyó una gran balsa para suministrar agua a Fuenlabrada y Garbayuela. La longitud de la presa se aproxima a los 60 metros de largo y 14 de altura. A los pies del embalse se encuentra un importante complejo en torno a la Piscina Natural. Está dotada de amplios servicios para el turismo más exigente: iluminación nocturna, aseos, barbacoas de piedra, merenderos de madera y gran cantidad de arbolado.
El objetivo principal del Museo de la miel-Mirador es dar a conocer el papel polinizador y conservador del medioambiente de las abejas. Se trata de un local de 150m2 situados en un alto y con una terraza que ofrecerá vistas a toda la comarca.

## Monumentos
El Rollo de Santa Ana es un monumento medieval (del 1200. aproximadamente), colocado a la entrada del pueblo para dar a conocer a todos sus visitantes que se encontraba en una Villa con Derechos y Justicia propia. Es una columna de granito compuesta por varios tambores, y un remate piramidal. Todo el cuerpo está elevado sobre gradas. En 1973 se hacen arreglos en el terreno, muy desnivelado, dejándose más llano y asegurando la base. Poco después se colocan las gradas sobre la que se eleva, siendo de piedra y cemento. En la localidad se conoce comúnmente como  “El Pingote". Justo al lado está la ermita de Santa Ana, del año 1534 y construida en piedra y ladrillo
Junto al Rollo de Santa Ana, encontramos la ermita, de mismo nombre y que data de 1534. Consta de una planta en forma de cruz y es de estilo mudéjar. La nave delantera, prácticamente en ruinas fue restaurada a finales de los años 60, siendo inaugurada por el cardenal Tarancón. El cuerpo delantero se compone de una nave sujeta por grandes contrafuertes. La cabecera es un edículo de planta cuadrada y cubierta a cuatro aguas.
En la Plaza de España, muy cerca de la iglesia, se encuentra La fuente de la Niña, llamada así por tener en lo alto una ninfa de bronce con un cisne.(También es conocida con el nombre de  "Morita"). Es de bronce y consta de dos cuerpos: el cuerpo inferior, geométrico, de donde salen los caños y el cuerpo superior, que muestra a la ninfa llevando en su cabeza un cisne.  La figura se muestra estilizada, con ropajes llenos de pliegues que se ciñen al cuerpo.
También, hay dos monumentos en el pueblo relacionados con la Apicultura, al ser la principal actividad económica de la localidad. Uno de ellos se halla junto al Parque de la Constitución, también dedicado a esto y que Javier Martínez Ventas con mosaicos de piedras de río y que derrochan imaginación e ingenio en cada una de las escenas retratadas. El Monumento a los Apicultores remata un espacio dedicado a los hombres y el trabajo de la Apicultura. Data aproximadamente de entre los años 1978-1980. El segundo monumento está dedicado al Trabajo de la Apicultura y se encuentra junto al Rollo de Santa Ana, mencionado anteriormente. En él se observa como un apicultor limpia los cuadros de las abejas para después extraer la miel de este.
Fuera del parque de Santa Ana, al norte de este, del, está el Pilón de San Isidro, construido a mediados de siglo con grandes piedras procedentes de “La Fuente Vieja”, situada cerca de la plaza. El agua de la fuente llegaba de la dehesa y según los rumores de la población tenía propiedades curativas. De la fuente se abastecía el pueblo; del pilón el ganado. En 1975 se construye en el lugar de este pilón, con lo que a unos metros más abajo se reconstruye. 
En honor a los apicultores de Fuenlabrada de los Montes en la Avenida Camino Vecinal, se sitúa en un parque que lleva el nombre del santo, San Ambrosio, patrono de los apicultores.
Pero sin duda el monumento más importante es la Iglesia de Nuestra Señora de la Asunción, en la archidiócesis de Toledo, que se alza sobre el resto de edificios, por lo que es visible desde múltiples sitios del pueblo. Se compone de una torre sencilla y elegante, de cuatro cuerpos separados por líneas de impostas. Sus esquinas son de ladrillo, mientras que el centro de sus muros es de piedra. En su último piso, muestra vanos de medio punto enmarcados en pilastras. La portada del Evangelio es la puerta principal de acceso al templo; presenta arco carpanel enmarcado en un alfiz, jambas, arquivoltas y cornisa. Sobre esto, hay una hornacina de medio punto con esgrafiado de la Virgen con el Niño, bandas geométricas y terrajoz restaurado. Su interior está dividido en tres compartimentos: capilla con bóveda de cañón, sacristía y capilla mayor con bóveda estrellada. Guarda una pila bautismal que data del siglo XIV, con tres escudos que representan los apellidos de tres familias nobles(Aspas, Sotomayor y Zúñigas).

## Personas notables
- Martín García de Mendoza (Fuenlabrada de los Montes, 1549/1550 — Tortosa, septiembre/octubre de 1615), arquitecto, maestro mayor de la catedral de Tortosa.